# Antique (prowincja)

Antique

Antique – prowincja na Filipinach, położona w zachodniej części wyspy Panay w regionie Western Visayas.
Od północy granicę wyznacza Morze Sulu, od zachodu graniczy z prowincjami Aklan, Capiz i Iloilo. Powierzchnia: 2729,17 km². Liczba ludności: 612 974 mieszkańców (2020). Gęstość zaludnienia wynosi 188,8 mieszk./km². Stolicą prowincji jest San Jose.